# Пушкинское кольцо Верхневолжья
Пушкинское кольцо Верхневолжья — круговой маршрут в Тверской области, длиною около 250 км, на котором находятся места, связанные с  их посещением Александром Сергеевичем Пушкиным, а именно: путевые дворцы, помещичьи усадьбы, парки, церкви, гостиницы, мосты и кузницы. Туристический маршрут был разработан в 1970 году одновременно с созданием двух пушкинских музеев: в Бернове и Торжке.
Поэт приезжал в Тверскую губернию с 1811 по 1836 год более двадцати раз. Здесь он провел около ста дней. В разные годы он останавливался у своих друзей в Твери, Старице, Малинниках, Павловском, Берново, Курово-Покровском, Грузинах, Торжке, Митино, Прутне.

## Список объектов
- в Твери 
  - Путевой дворец,
  - гостиница Гальяни, где останавливался Пушкин,
  - памятники Пушкину;
- в селе Иванищи
  - Успенская церковь XVI века;
- в Старице
  - Успенский Старицкий монастырь,
  - Дом купца Филиппова;
- в Малинниках
  - парк усадьбы П. А. Осиповой-Вульф;
- в Бернове
  - усадебный дом Вульфов (музей А. С. Пушкина) с парком;
- в селе Павловское
  - парк в имении П. И. Вульфа;
- в селе Богатьково
  - усадьба Ртищевых XIX века;
- в деревне Грузины
  - каменные дома для крестьян XVIII века,
  - усадебный дом Полторацких с парком;
- в Торжке
  - гостиница Пожарских,
  - усадьба Олениных (ныне музей А. С. Пушкина);
- в селе Митино
  - усадьба Львовых с парком;
- погост Прутня
  - могила А. П. Керн.[2]

## Музеи
- Тверской государственный объединенный музей
- Музей А.С. Пушкина в Бернове
- Музей А.С. Пушкина в Торжке